# Antonio Franco (bienheureux)
Pour les articles homonymes, voir Antonio Franco et Franco (homonymie).
Antonio Franco (né le 26 septembre 1585 à Naples et mort le 2 septembre 1626 à Santa Lucia del Mela) est un évêque italien du diocèse de Santa Lucia del Mela qui est considéré comme bienheureux par l'Église catholique. Il est fêté le 2 septembre.

## Biographie
Antonio est né à Naples le 26 septembre 1585 dans une famille de noblesse italienne. Très tôt il s'oriente vers la prêtrise. À peine âgé de 17 ans, il reçoit son diplôme du droit canon et du droit civil. N'ayant pas l'âge d'être ordonné prêtre, il termine ses études à Rome.
Peu après être arrivé dans la Ville Éternelle, son père l'envoie en Espagne où durant quatre ans il est l'aumônier du roi Philippe III d'Espagne. Ce dernier lui charge la responsabilité du diocèse de Santa Lucia del Mela le 18 mai 1617. Antonio Franco devient par la même occasion le conseiller général et l'aumônier du royaume de Sicile.
Il décède avec une grande réputation de sainteté le 2 septembre 1626 dans sa ville ecclésiastique. Il aura toujours côtoyé les plus grands mais resta toujours humble et fidèle à ses engagements.

## Béatification

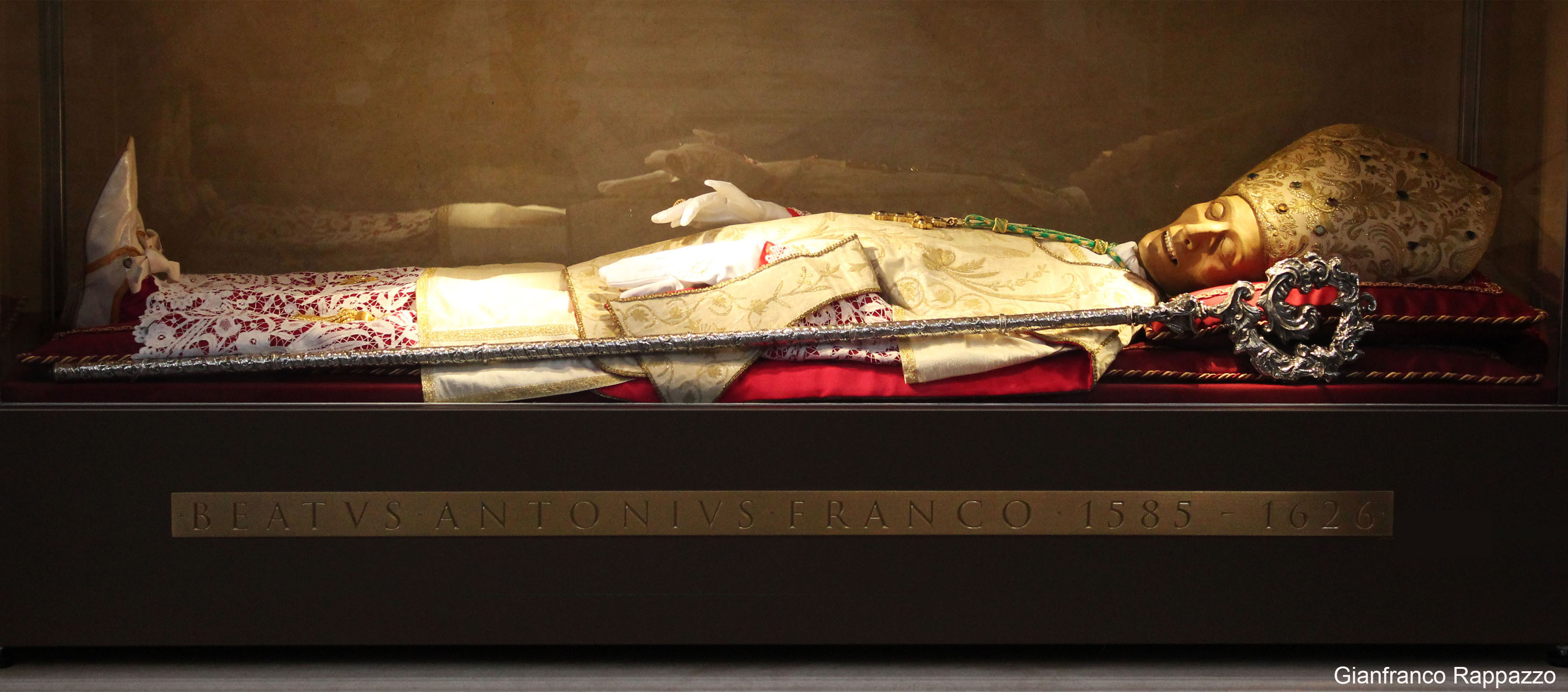
Corps incorruptible du bienheureux Antonio Franco, dans la cathédrale de l’Assomption de Santa Lucia del Mela.

Dès sa mort, Antonio Franco est considéré comme un saint. Son corps, resté intact, est conservé dans une châsse dans la cathédrale de l’Assomption de Santa Lucia del Mela. Il est reconnu comme vénérable par l'Église catholique le 14 janvier 2011. Le 20 décembre 2012, un miracle est reconnu par le pape Benoît XVI. Sa béatification est célébrée le 2 septembre 2013 à Messine par le cardinal Angelo Amato, au nom du pape François et sa fête fixée au 2 septembre.